# Vecsei József
Vecsei József (névváltozat: Vecsey) (Debrecen, 1800. február 13. – Debrecen, 1855. szeptember 11.) filozófus, kollégiumi tanár, református lelkész, a Magyar Tudós Társaság levelező tagja (1839).

## Élete
Szülővárosában tanult és 1816-ban lépett a felső osztályba. 1828–1829-ben egy évet töltött Göttingenben. 1829-ben hazajött és Debrecenben lett segédlelkész, 1830-ban Bárándon pap, 1832-ben ugyanezen minőségében Debrecenbe került. 1836 márciusában a debreceni főiskola meghívta bölcseleti tanárnak és november 4-én elfoglalta tanári székét. A Magyar Tudós Társaság 1839. november 23-án választotta meg levelező tagjai sorába. Az MTA-ban 1855. november 12-én Toldy Ferenc tartott fölötte emlékbeszédet.
Arcképe: olajfestmény a debreceni református főiskola könyvtárában.

## Írásai
Cikkei a Tudományos Gyűjteményben (1833. XI. A philosophiai rendszerek, XII. A test és a lélek egybeköttetése, 1834. IV. Az élet és annak okfeje, 1836. II. A minden istenítés története, 1841. XII. A természet philosophiai feladatai Schelling szerint); az Athenaeumban (1841. 1. Mutatvány egy legujabb divatszerinti logicából); a Sárospataki Füzetekben (1857. A debreczeni főiskolai tanárok előterjesztése).

## Munkái
- Versek mellyekkel Rómában lakó magyar nemes Ferencz István urnak midőn az általa márványból faragott néhai nevezetes poéta Csokonai Vitéz Mihálynak mejjképét a debreczeni kollegiumnak ajándékba küldötte, háládatosan örvendezett ugyan azon collegiumbeli tanuló ifjúság Mártzius 19. 1823. Debreczen, 1823.
- Mit vesztettünk el 43 esztendőkig dicsőségesen uralkodott fels. királyunkban I. Ferenczben, egy katedrai szomorú beszédben előadatva... Uo. 1835.
- A philosophiának jóltévő befolyása a status és egyes emberek boldogságára s minden haszna mellett a tőle való idegenkedésnek okai. Uo. 1836. (Székfoglaló. Megjelent a Tudom. Gyűjtemény 1837. I. kötetében is).
- A hazai törvények tanítója fontos hivatása, előadva egy halotti beszédben, mellyet néh. Madarász Dobrossy János urnak utolsó tiszteletére tartott ápr. 27. 1839. Uo. 1839. (Könyves Tóth Mihály Halotti elmélkedésével együtt).
- Péchy Imre főgondnok felett tartott emlékbeszéd 1841. Uo.